# Olivia Ruiz
Olivia Ruiz, rodným jménem Olivia Blanc (* 1. ledna 1980), je francouzská populární zpěvačka. Byla objevena francouzskou televizní show Star Academy.

## Diskografie

### Alba
- J'aime pas l'Amour (2003)
- La Femme Chocolat (2005)
- Miss Météores (2009)